# Najac
Najac là một xã trong vùng Occitanie, thuộc tỉnh Aveyron, quận Villefranche-de-Rouergue, tổng Najac. Tọa độ địa lý của xã là 44° 13' vĩ độ bắc, 1° 58' kinh độ đông.

## Thông tin nhân khẩu
| 1975 | 1982 | 1990 | 1999 |
| ---- | ---- | ---- | ---- |
| 928  | 818  | 766  | 744  |